# Silas Marner
Silas Marner er en amerikansk stumfilm fra 1916 af Ernest C. Warde.

## Medvirkende
- Frederick Warde som Silas Marner.
- Louise Bates.
- Morgan Jones.
- Thomas A. Curran som Godfrey.
- Valda Valkyrien som Molly.